# Fernando Zor
Fernando Zorzanello Bonifácio, mais conhecido como Fernando Zor (Ji-Paraná, 21 de abril de 1984), é um cantor, compositor, multi-instrumentista e produtor musical brasileiro, que juntamente com Fernando Fakri de Assis, o Sorocaba, integram a dupla sertaneja Fernando & Sorocaba.

## Carreira
Nascido em Rondônia, é filho de Filomena Zorzanello e Sérgio Bonifácio e tem dois irmãos, Tatiana e Sidnei. Fernando teve contato com a música sertaneja desde criança, através do apoio da família e dos irmãos. Perdeu as contas de quantas vezes subiu no guarda-roupas do avô para roubar o violão.
Desde os sete anos, a música já fervia no sangue e ele fugia das lavouras de Ji-Paraná, em Rondônia, para mergulhar nas cordas. Quando passou a frequentar a escola na cidade, conquistou o pódio em festivais musicais estaduais e, aos 15 anos, formou uma dupla com Marcio Adriano Torresan, onde Fernando fazia a segunda voz. A dupla se chamava Marcio Adriano & Fabiano, conhecidos como "Os Meninos de Rondônia". A dupla lançou um CD em fevereiro de 2001, em Ji-Paraná, e ganhou notoriedade na região central de Rondônia. Não conseguiram, contudo, projeção fora do estado. Logo em seguida, a dupla se desfez e Fernando deixou a família e os amigos para tocar em Cuiabá, no Mato Grosso, a fim de tentar a carreira de músico. Lá, fez parte da banda Arena Country e também formou a dupla Rodrigo Caipira & Fernando Zor.
Em 2007, Sorocaba entrou em contato com Fernando através do Orkut, e então os dois decidiram formar uma dupla sertaneja.
Em 2008, a consagração chegou com o lançamento do CD e DVD Bala de Prata - Ao Vivo.
Em 2018, Fernando participou de um episódio da primeira temporada do talent show Bancando o Chef, da RecordTV. Neste episódio, Fernando enfrentou o cantor sertanejo Guilherme (que faz dupla com seu irmão Santiago), no qual acabou sendo o vice-campeão da competição.
No dia 8 de outubro de 2019, Fernando foi internado no Hospital Albert Einstein, em São Paulo, devido a uma pneumonia, e Sorocaba fez show sozinho no dia seguinte, em Cosmorama, no interior de São Paulo. Após três dias internado, Fernando teve alta no dia 11 de outubro.

## Vida pessoal
Fernando começou a namorar a cantora sertaneja Maiara, da dupla Maiara & Maraisa, em março de 2019, e desde então o casal viveu entre idas e vindas. Em fevereiro de 2021, Fernando e Maiara ficaram noivos quando o cantor pediu Maiara em casamento antes de um salto de paraquedas em Dubai, não estão mais juntos . Ele teve um relacionamento de 13 anos com Mikelly Medeiros, com quem tem uma filha, Alice Strelov Zorzanello, e também é pai de Kamilly, filha de um rápido relacionamento com Aline Oliveira.
Fernando é torcedor do Flamengo.

## Discografia
Com a dupla Fernando & Sorocaba:

### Álbuns ao vivo
- Bala de Prata - Ao Vivo (2008)
- Vendaval (2009)
- Acústico (2010)
- Bola de Cristal - Ao Vivo (2011)
- Acústico na Ópera de Arame (2012)
- Sinta Essa Experiência (2014)
- Anjo de Cabelos Longos (2015)
- Sou do Interior - Ao Vivo (2017)
- O Chamado da Floresta - Ao Vivo (2018)
- Isso é Churrasco - Ao Vivo (2020)
- Antigas do Fernando & Sorocaba (2020)

### Álbuns de estúdio
- Homens e Anjos (2013)
- FS Studio Sessions Vol. 1 (2016)
- FS Studio Sessions Vol. 2 (2016)

### EPs
- Sem Reação (2014)

### DVDs
- Bala de Prata (2008)
- Fernando & Sorocaba - Acústico (2014)
- Bola de Cristal - Ao Vivo (2011)
- Acústico na Ópera de Arame (2012)
- Sinta Essa Experiência (2014)
- Anjo de Cabelos Longos (2015)
- Sou do Interior - Ao Vivo (2017)
- O Chamado da Floresta - Ao Vivo (2018)
- Isso é Churrasco - Ao Vivo (2020)[12]